# Fantasia da concerto du motivo del Rigoletto
La Fantasia da concerto du motivo del Rigoletto, d'après l'opéra de Giuseppe Verdi (en français : « fantaisie brillante sur des motifs de Rigoletto »), est un arrangement pour clarinette et piano de Luigi Bassi composé en 1865.
Cette pièce appartient à cette partie du répertoire de la clarinette consacrée aux fantaisies et paraphrases d'airs d'opéra très en vogue chez les solistes du XIXe siècle. 
La pièce commence par une introduction au piano seul en ré bémol majeur tirée du prélude et d'airs de l'acte 1. Elle continue sur le récitatif Tutte le feste al tempio de l'acte 2. Ensuite la clarinette enchaîne sur une variation basée sur une longue série d'arpèges alors que le piano joue la mélodie, puis suit une cadence à la clarinette. Bassi exploite ensuite l'air Bella figlia dell'amore (en) du quatuor de l'acte 3 scène 3 en si bémol majeur suivi d'une variation mélodique à la clarinette et terminée par une cadence en arpèges et chromatismes. Le piano effectue ensuite un interlude basé sur l'introduction de l'acte 1, continué à la clarinette sur l'air célèbre Caro nome che il mio cor (en) en fa majeur, suivi d'une cadence. Basso enchaîne avec les airs Scorrendo uniti remonta viva de l'acte 2, Parmi veder le lagrime et leurs variations et la pièce se termine en allegro finale. 
La pièce est publiée aux éditions Ricordi en 1866. Il existe une version révisée par le clarinettiste Alamiro Giampieri en 1948 chez le même éditeur. Une transcription pour clarinette et orchestre d'harmonie a été réalisée par Saggio Giuseppe révisée par le soliste Calogero Palermo (première en 2013) et publiée aux Edizioni Musicali Wicky.

## Discographie sélective
Il existe de nombreux enregistrements de cette œuvre :
- Fantaisie brillante sur Rigoletto - Giuseppe Verdi - Luigi Bassi avec Louis Cahuzac (clarinette) et ? (piano)  (1930)[5]

- La clarinette à l'opéra, Verdi, Bellini, Puccini, Rossini avec Alessandro Carbonare (clarinette), Gilbert Monnier (petite clarinette), Andrea Dindo (piano), Harmonia Mundi HMA1951722, 2001,2013 (OCLC 1042087577).